# Aproceros
Aproceros (лат.) — род небольших перепончатокрылых насекомых из семейства аргиды. Известно около 10 видов.

## Описание
Тело длиной от 4,5 до 7,0 мм. Окраска обычно черная или коричневато-красная, без металлического блеска. Лабиальные пальпы с 4 сегментами, максиллярные пальпы с 6 сегментами. Правая мандибула с базальным зубцом. Антенны самцов раздвоенные. Передние крылья с 4 ячейками Rs; ячейка R открыта; жилка Sc отсутствует; жилка 2r-m присутствует; жилки B и M соединяются в одной точке на жилке R; ячейка 2A отсутствует. Ячейка A заднего крыла широко открыта. Все голени без преапикальных шпор.

## Систематика
В мировой фауне насчитывается около 10 видов.
- Aproceros antennatus Togashi, 1998
- Aproceros distinctus Wei, 1998
- Aproceros hakusanus Togashi, 1962
- Aproceros leucopoda Takeuchi, 1939
- Aproceros maculatus Wei, 1998
- Aproceros mikagei Togashi, 2003
- Aproceros okutanii Togashi, 1968
- Aproceros pallidicornis (Mocsáry, 1909)
- Aproceros scutellis Wei & Nie, 1998
- Aproceros sikkimensis Saini & Thind, 1992
- Aproceros umbricola Malaise, 1931

## Распространение
Встречаются в Палеарктической и Ориентальной биогеографических областях. Личинки питаются листьями вязов (Ulmus spp.). Aproceros leucopoda Takeuchi, 1939 — инвазивный вредитель вязов (Ulmus spp.), широко распространившийся в последнее десятилетие в Центральной Европе.